# II bitwa nad Marną

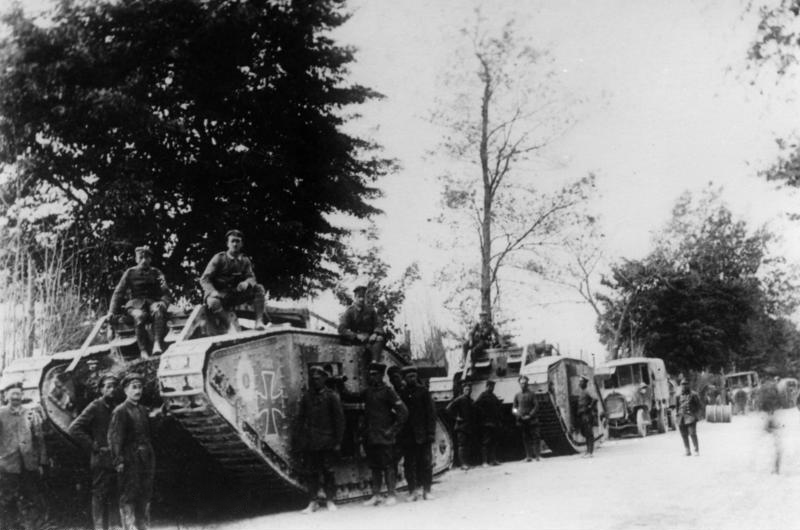
Przechwycone brytyjskie czołgi Mark IV, wykorzystywane przez żołnierzy niemieckich

II bitwa nad Marną – bitwa stoczona pomiędzy 15 lipca a 5 sierpnia 1918 roku na przedpolach Paryża, w której wojska francuskie pod dowództwem marsz. Ferdynanda Focha powstrzymały ostatnią ofensywę niemiecką I wojny światowej. Kontrofensywa wojsk Ententy, przeprowadzona głównie siłami Francuzów i Amerykanów, z wykorzystaniem kilkuset czołgów, złamała niemiecką prawą flankę, zadając Niemcom szereg strat. Niemiecki odwrót rozpoczął przejęcie inicjatywy przez Aliantów, która zakończyła się rozejmem około sto dni potem.

## Przed bitwą
Począwszy od klęski ofensywy wiosennej, aż do końca konfliktu, Erich Ludendorff, generał i faktyczny zarządca wojskowy Niemiec, uważał, że atak przez Flandrię da Niemcom ostateczne zwycięstwo nad Brytyjskim Korpusem Ekspedycyjnym, najbardziej doświadczoną w owym czasie siłą na froncie zachodnim. Aby ukryć swoje intencje i wywabić Aliantów z Belgii, Ludendorff planował duży atak dywersyjny wzdłuż Marny.

## Bitwa
Pierwsza bitwa nad Marną nie dała Cesarstwu Niemieckiemu  oczekiwanego zwycięstwa nad Francją (nie powiódł się Plan Schlieffena, naczelny dowódca wojsk niemieckich Helmuth von Moltke został po bitwie zdymisjonowany i zastąpiony przez Ericha von Falkenhayna), natomiast druga bitwa nad Marną okazała się początkiem klęsk niemieckich. 18 lipca o czwartej rano 13 dywizji francuskich, 3 dywizje amerykańskie uderzyły frontem o szerokości 40 km na oddziały niemieckie. Do ostrzału artyleryjskiego oddziały ententy użyły ponad 2500 dział, 350 czołgów oraz 800 samolotów do wsparcia z góry linii frontu. Podczas bitwy nad Marną alianci skutecznie wykorzystali taktykę elastycznego frontu, umiejętnie przemieszczając siły i szybko reagując na niemieckie manewry. To pozwoliło im na złamanie niemieckiej obrony. Niemieckie siły były zmęczone, a morale było na niskim poziomie. W niektórych przypadkach żołnierze niemieccy byli zdezorientowani, co spowodowało zamieszanie i chaos w szeregach w czasie kontrataku aliantów.
W efekcie kontratak aliantów podczas II Bitwy nad Marną był decydujący dla przebiegu wojny. Zaskoczone silnym atakiem oddziały niemieckie wycofały się 10 kilometrów tracąc 10 tysięcy żołnierzy i kilkaset armat.

### Atak niemiecki
Bitwa rozpoczęła się 15 lipca 1918 roku. Niemcy zastosowali taktykę „Kaiserschlacht” (Atak Cesarski), koncentrując się na wywieraniu presji na słabych punktach w sojuszniczych liniach obronnych. Ich celem było przerwanie frontu, szybkie przemieszczenie się w głąb terytorium aliantów i osiągnięcie strategicznych celów. Około godziny 4 nad ranem 23 dywizje niemieckie pierwszej i trzeciej armii, pod dowództwem Bruno von Mudra i Karla von Einem, zaatakowały francuską czwartą armię, pod dowództwem Henri Gouraud, na wschód od Reims (Czwarta bitwa o Szampanię). Amerykańska 42 Dywizja była w tym czasie dołączona do 4 Armii francuskiej pod komendą Gourauda. W międzyczasie, 17 dywizji 7 Armii niemieckiej, pod komendą Maksa von Boehn, wspomaganych przez 9 Armię niemiecką pod dowództwem Johannesa von Ebena, zaatakowało francuską 6 Armię, dowodzoną przez Jeana Degoutte, na zachód od Reims (Bitwa o Górę Reims). Ludendorff miał nadzieję na rozcięcie Francuzów na dwie części. Atak wstrzymano 17 lipca, a dzień później kontrofensywę rozpoczęły armie pod dowództwem francuskim i amerykańskim. 

### Kontrofensywa Aliantów
Niepowodzenie przełamania się lub zniszczenia armii Aliantów w polu, pozwoliło Ferdinadowi Fochowi, naczelnemu wodzowi Aliantów, na przeprowadzenie planowanej wielkiej kontrofensywy 18 lipca. 24 francuskie dywizje, w tym 92. i 93 Dywizja ze Stanów Zjednoczonych pod dowództwem francuskim, oraz inne siły, w tym osiem dużych dywizji pod dowództwem amerykańskim, oraz 350 czołgów, zaatakowało świeżo utworzone niemieckie wybrzuszenie.

## Następstwa
W wyniku tego zwycięstwa Amerykanie i Francuzi odnosili kolejne, by 3 sierpnia stanąć nad rzeką Vesle. Wojska ententy wykorzystały powstałe wybrzuszenie frontu do kontrataku, dzięki któremu udało się przełamać front i sforsować Marnę. Na zwycięstwo główny wpływ miał atak pancerny, który zlekceważyło dowództwo niemieckie. 14 sierpnia 1918 roku dowódca niemiecki generał Erich Ludendorff doniósł o porażce. 
Klęska Niemców w II Bitwie nad Marną przekreśliła ich szanse na sukces i przerwanie sojuszniczych linii obronnych. To wydarzenie zapoczątkowało stopniowy odwrót i osłabienie niemieckiej pozycji, prowadząc ostatecznie do ich kapitulacji.
Bitwa nad Marną była punktem zwrotnym, który zainicjował kolejne sukcesy aliantów i doprowadził do końca wojny. Kluczowe było tu wykorzystanie nowoczesnych taktyk i współpraca sojuszniczych sił, co ostatecznie zakończyło się zwycięstwem aliantów i kapitulacją Niemiec.